# Mimosa pluriracemosa
Mimosa pluriracemosa är en ärtväxtart som beskrevs av Arturo Erhardo Erardo Burkart. Mimosa pluriracemosa ingår i släktet mimosor, och familjen ärtväxter. Inga underarter finns listade i Catalogue of Life.